# Cécile Avezou
Cécile Avezou (ur. 18 grudnia 1971 w miejscowości Igny) – francuska wspinaczka sportowa. Specjalizowała się we wspinaczce na czas oraz we wspinaczce łącznej. Dwukrotna Mistrzyni Europy we wspinaczce na czas z Paryża oraz z Norymbergi.

## Kariera sportowa
W 1995 roku na mistrzostwach świata w szwajcarskiej Genewie zdobyła srebrny medal we wspinaczce na czas, a następny medal (też srebrny) wywalczył siedemnaście lat później na mistrzostwach w 2012 w Paryżu we wspinaczce łącznej. 
Dwukrotna złota medalistka mistrzostw Europy we wspinaczce na czas; z Paryża z 1996, a następnie obroniła go na kolejnych mistrzostwach w 1998 w Norymberdze.
Wielokrotna uczestniczka prestiżowych, elitarnych zawodów wspinaczkowych Rock Master we włoskim Arco.

## Osiągnięcia

### Mistrzostwa świata
| Konkurencje       | 1995 | 2012 |
| Bouldering        | –    | 4    |
| Prowadzenie       | –    | 16   |
| Wsp. na czas      | 2    | 26   |
| Wspinaczka łączna | –    | 2    |

### Mistrzostwa Europy
| Konkurencje  | 1996 | 1998 | 2013 |
| Bouldering   | –    | –    | 10   |
| Prowadzenie  | –    | –    | 17   |
| Wsp. na czas | 1    | 1    | 24   |

### Rock Master
| Konkurencje  | 1996 | 1997 |
| Wsp. na czas | 7    | 4    |

## Galeria

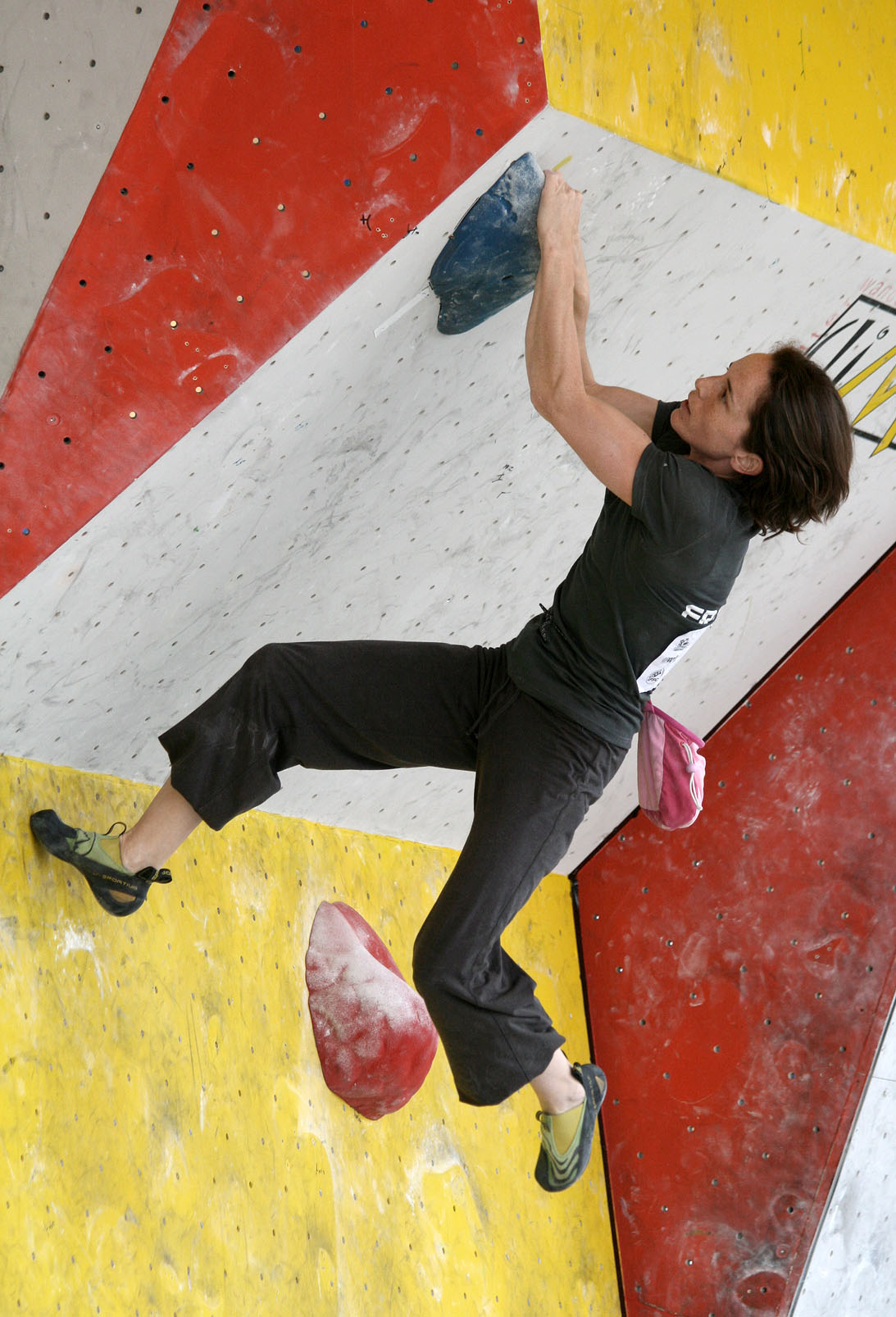
PŚ 2010 Wiedeń (walka ze ścianą)
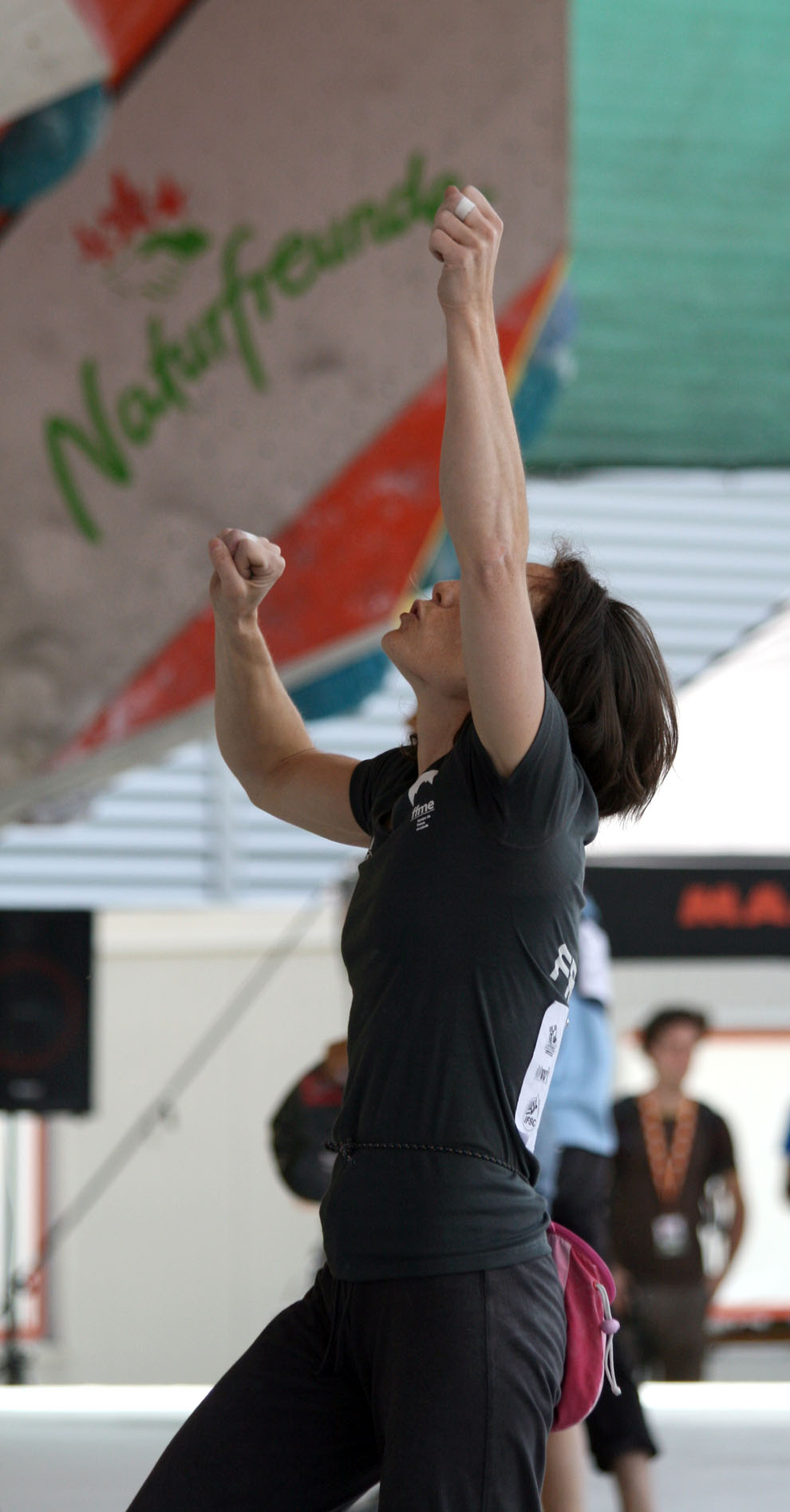
PŚ 2010 Wiedeń
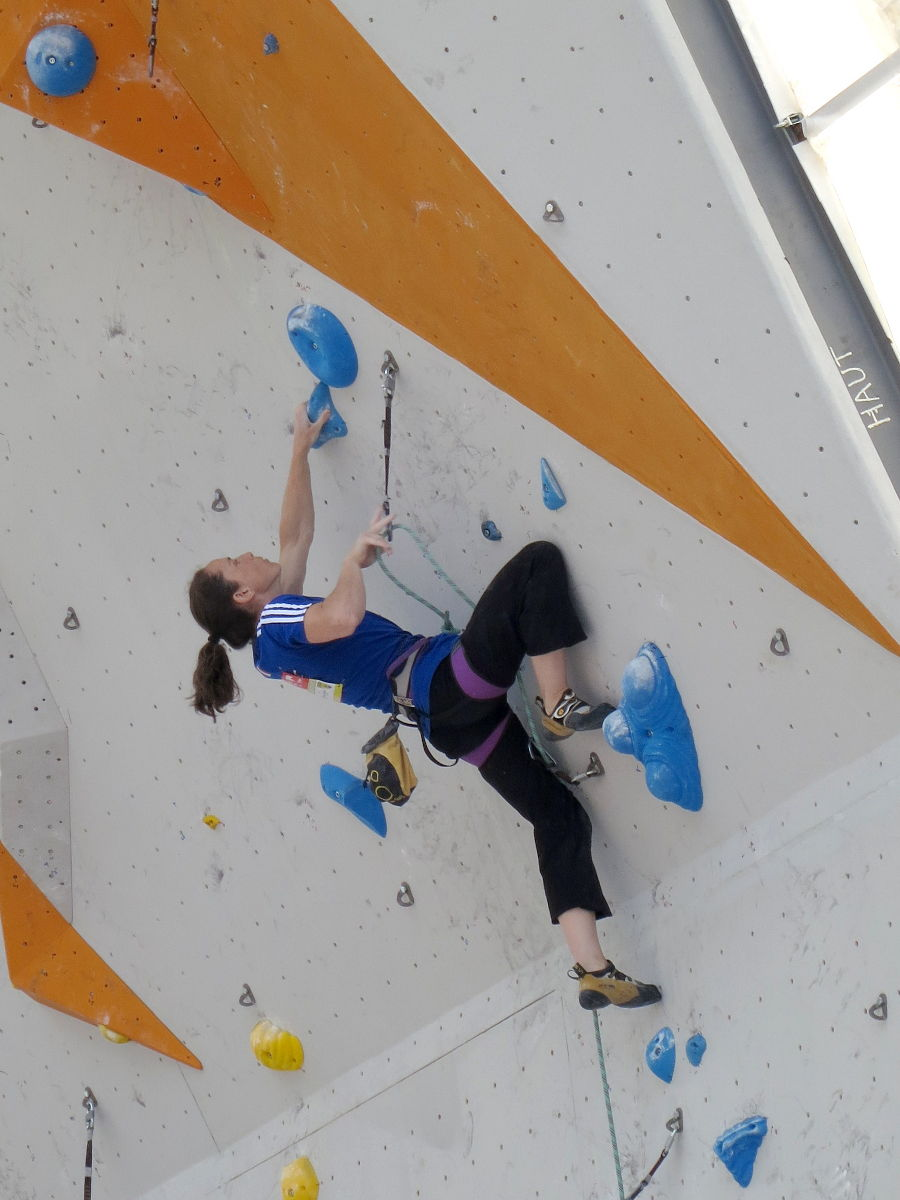
ME 2013 Chamonix (bouldering w okapie)
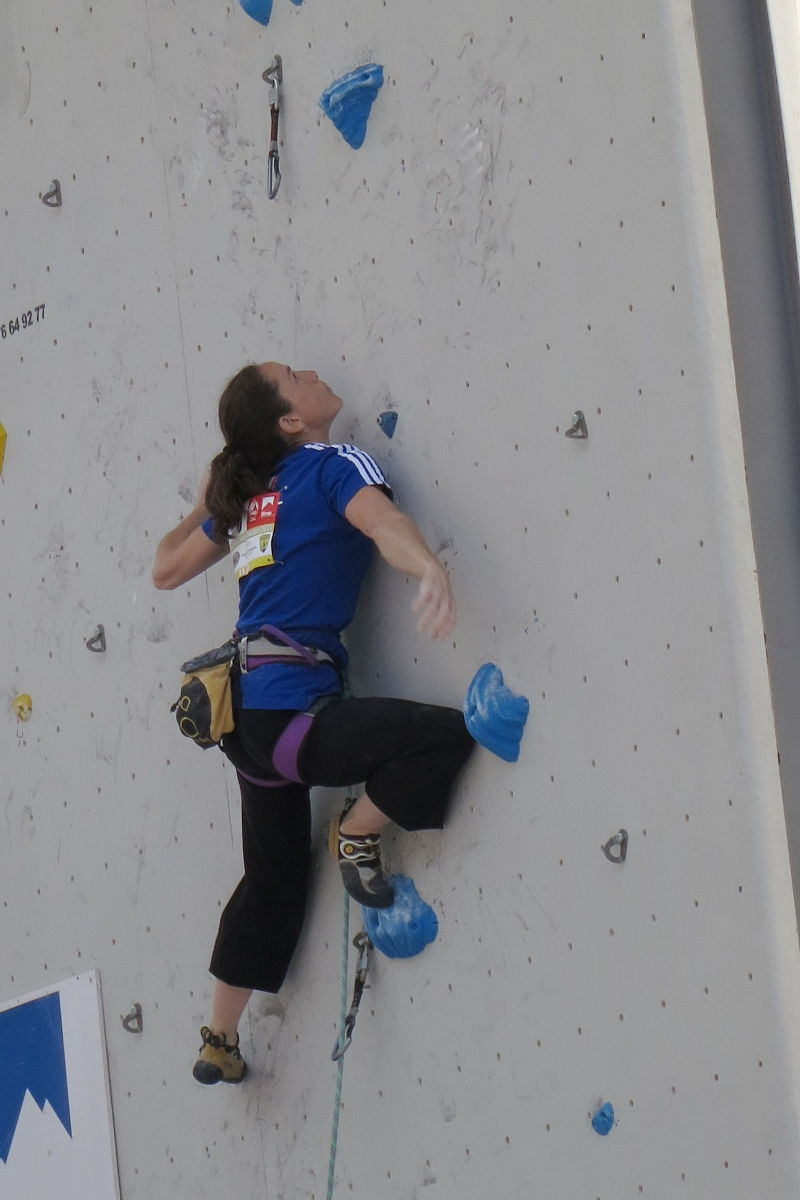
ME 2013. Cécile Avezou na ścianie w prowadzeniu